# 海虞镇
海虞镇，是中华人民共和国江苏省苏州市常熟市下辖的一个乡镇级行政单位。

## 行政区划
海虞镇下辖以下地区：
王市社区、福山社区、周行社区、海福新城社区、河口村、东泾村、龙墩村、邓市村、福山村、七峰村、徐桥村、香桥村、汪桥村、里泾村、郑家桥村、肖桥村、望虞村、聚福村、虞南村、新州村和府东村。